# مطار إيريبوني
مطار إيريبوني  (إيكاو: UDYE) هو مطار يخدم مدينة يريفان، أرمينيا.